# Mesagne

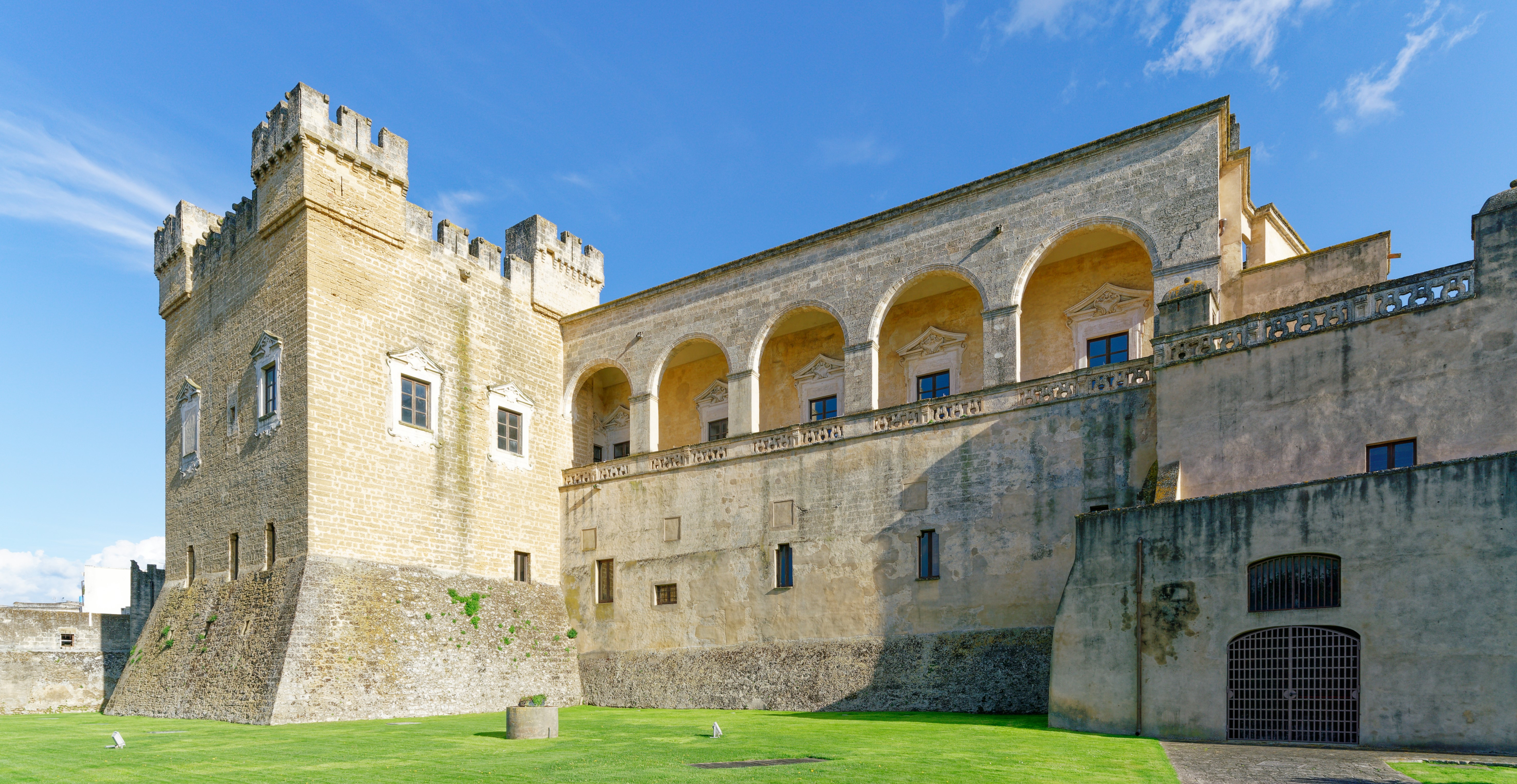
Das Castello von Mesagne.

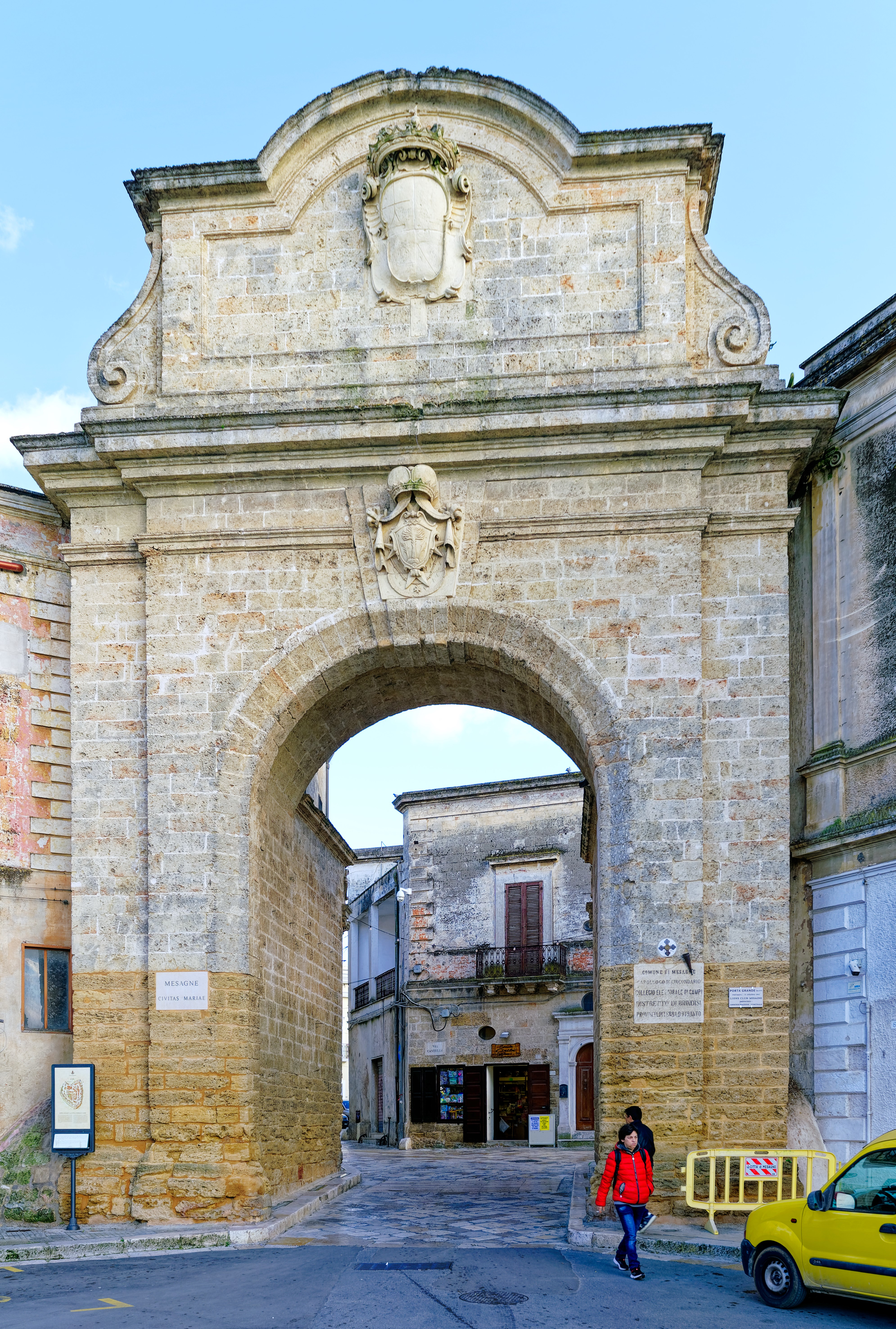
La Porta Grande, Eingang zur mittelalterlichen Altstadt von Mesagne.

Mesagne ist eine italienische Gemeinde mit 26.077 Einwohnern (Stand 31. Dezember 2023) in der Provinz Brindisi, Region Apulien.
Die Nachbarorte von Mesagne sind Brindisi, Latiano, Oria, San Donaci, San Pancrazio Salentino, Torre Santa Susanna, San Vito dei Normanni und San Pietro Vernotico.

## Bevölkerungsentwicklung
Mesagne zählt 10.129 Privathaushalte. Zwischen 1991 und 2001 fiel die Einwohnerzahl von 30.267 auf 27.587. Dies entspricht einem prozentualen Rückgang von 8,9 %.

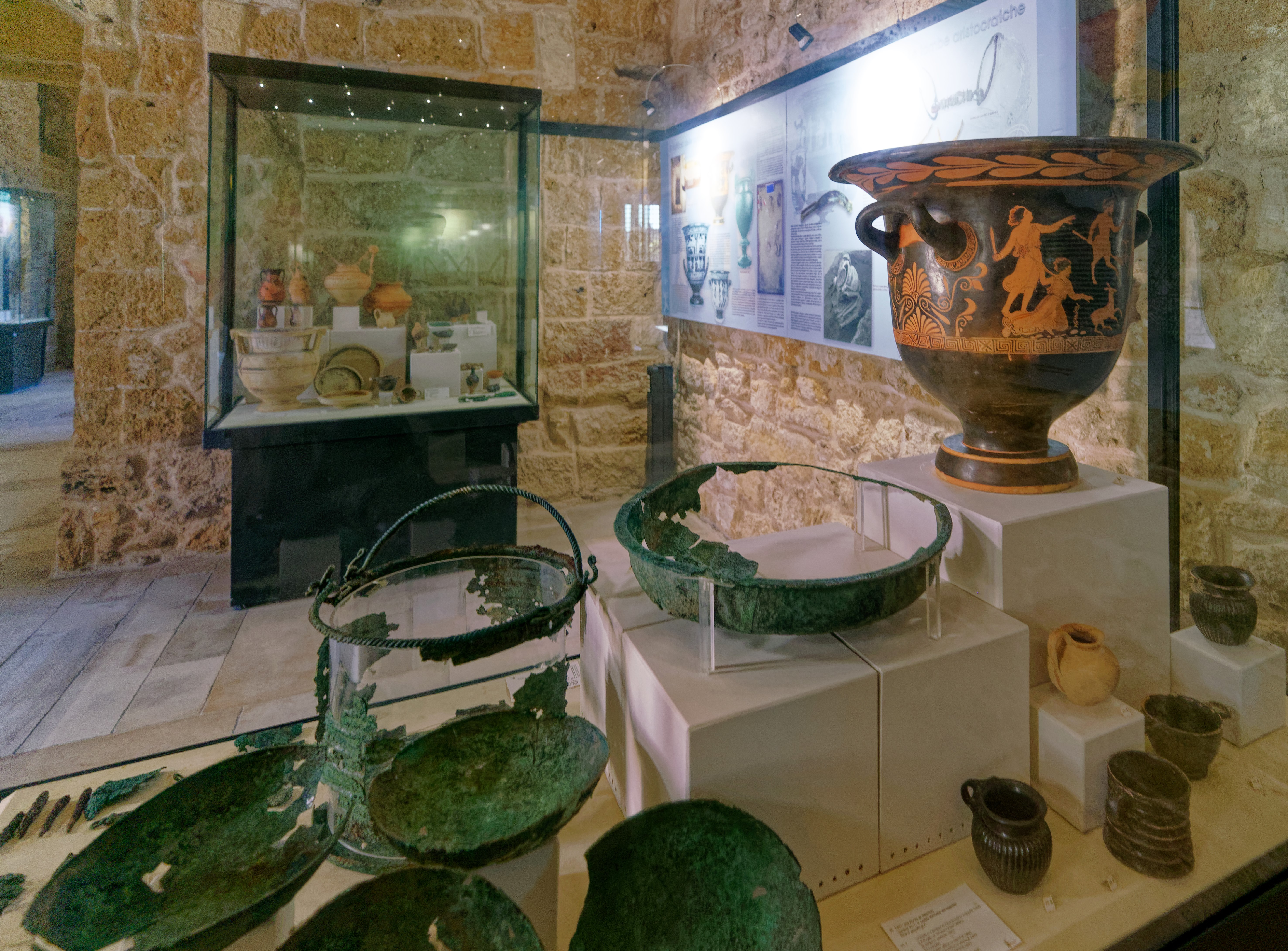
Das Museo civico archeologico Ugo Granfei im Castello Mesagne.

## Verkehr
Der Bahnhof Mesagne liegt an der Bahnstrecke Taranto–Brindisi.

## Persönlichkeiten
- Giovanni Messe (1883–1968), Marschall von Italien, in Mesagne geboren
- Vito Dell’Aquila (* 2000), Taekwondoin